# Sidney Rigdon

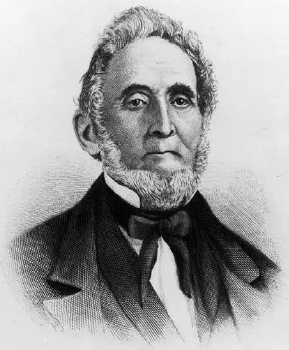
Sidney Rigdon

Sidney Rigdon (* 19. Februar 1793 in St. Clair, Pennsylvania; † 14. Juli 1876 in Friendship, New York) war ein Geistlicher und eine bedeutende Persönlichkeit des Mormonentums in den frühen Jahren der Bewegung.

## Baptistische Herkunft
Sidney war das vierte Kind des Farmers William Rigdon und dessen Ehefrau Nancy. Sidney suchte aus eigenem Antrieb, baptistischer Geistlicher zu werden, und wurde „Lehrling“ von Reverend Andrew Clark. Im März 1819 erhielt er seine Predigerlizenz und zog nach Ohio, wo er gemeinsam mit Adamson Bentley predigte und dessen Schwester Phoebe Brook er im Juni 1820 heiratete. 1822 kehrte er nach Pittsburgh zurück und übernahm dort auf Empfehlung von Alexander Campbell das Pastorat an der First Baptist Church.
Nach längeren Diskussionen mit Campbell schlossen sich 1821 sowohl Rigdon als auch Bentley dessen Wiederherstellungsbewegung an. Diese Bewegung trachtete danach, die Kirche als Zusammenschluss aller Christen in einer einzigen Körperschaft zu vereinen, die nach dem Muster der Kirche im Neuen Testament aufgebaut ist. Dadurch verlor Rigdon seinen Posten als Geistlicher und arbeitete die nächsten Jahre während der Woche als Gerber und predigte in Campbells Bewegung am Sonntag. 1826 nahm er ein Angebot an, Pastor einer liberaleren Baptistengemeinde in Mentor, Ohio, zu werden. Zu jener Zeit waren einige später prominente Mitglieder der Kirche Jesu Christi der Heiligen der Letzten Tage Mitglieder seiner Gemeinde.

## Als Heiliger der Letzten Tage
Als Sidney Rigdon vom Buch Mormon und der Wiederherstellung der ursprünglichen Kirche Jesu Christi durch Joseph Smith erfuhr, nahm er den neuen Glauben bereitwillig an, da dies seinem Glauben an eine nötige Wiederherstellung der ursprünglichen Kirche des Neuen Testaments entsprach. Hunderte Mitglieder seiner Kirchengemeinde schlossen sich ihm an. Als Rigdon im Dezember 1830 Joseph Smith besuchte, berief ihn jener sofort als Sprecher der jungen Kirche. Bei der Revision der Bibel in Smith’ inspirierter Übersetzung diente Rigdon als Schreiber.
Am 18. März 1833 wurde Rigdon als 1. Ratgeber von Joseph Smith Mitglied des höchsten Führungsgremiums der Kirche, der Ersten Präsidentschaft, eingesetzt. Seine Bedeutung in der frühen Kirche zeigt sich beispielsweise durch mehrfache Erwähnung im Buch Lehre und Bündnisse.
An wesentlichen Unternehmungen der Kirche in jener Zeit war Rigdon maßgeblich beteiligt: Bau des Kirtland-Tempels, Gründung und Betrieb der Kirtland Safety Society, einer kircheneigenen Bank, die 1837, wie viele andere Banken des Grenzlandes, zusammenbrach. 1839 saß Rigdon einige Zeit gemeinsam mit Joseph Smith im Gefängnis in Liberty. Nach der Vertreibung der Heiligen der Letzten Tage aus Missouri und ihrer Ansiedlung in Nauvoo verschlechterte sich das Verhältnis zwischen Smith und Rigdon immer weiter, sodass Smith ihn als seinen Ratgeber entlassen wollte, doch die Mitglieder der Kirche sprachen sich dagegen aus.

## Nach der Ermordung von Joseph Smith
Nach der Ermordung von Joseph Smith am 27. Juni 1844 vertrat Sidney Rigdon in der Nachfolgefrage die Meinung, er als erster und zu jener Zeit einziger Ratgeber von Joseph Smith hätte die Aufgabe, die Führung der Kirche zu übernehmen, bis der Sohn von Joseph Smith, Joseph III, das Alter erreicht haben werde, die Führung der Kirche als Erbe seines Vaters zu übernehmen. Damit setzte er sich in Gegensatz zu Brigham Young, der die Ansicht vertrat, dass er als Präsident des Kollegiums der Zwölf die Führung der Kirche zu übernehmen habe. Bei der überwiegenden Mehrheit der Mitglieder setzte sich Brigham Young durch. Rigdon wollte seinen Anspruch nicht aufgeben und wurde daher am 8. September 1844 aus der Kirche ausgeschlossen.
Rigdon scharte einige Anhänger um sich und betrieb seine eigene Kirche in Pennsylvania, die wegen Streitigkeiten immer kleiner wurde und schließlich im Sammelbecken der meisten mormonischen Splittergruppen jener Zeit aufging, in der Reorganisierten Kirche Jesu Christi der Heiligen der Letzten Tage, in der bis vor wenigen Jahren direkte Nachfahren von Joseph Smith die Leitung innehatten. Eine kleinere Gruppe, die bis heute am alleinigen Leitungsanspruch Rigdons und der von ihm geweihten Personen festhalten, ist die Kirche Jesu Christi (Bickertoniten).